# Yah-ta-hey
Yah-ta-hey is een plaats (census-designated place) in de Amerikaanse staat New Mexico.

## Demografie
Bij de volkstelling in 2000 werd het aantal inwoners vastgesteld op 580.

## Geografie
Volgens het United States Census Bureau beslaat de plaats een oppervlakte van
10,3 km², geheel bestaande uit land.

## Plaatsen in de nabije omgeving
De onderstaande figuur toont nabijgelegen plaatsen in een straal van 24 km rond Yah-ta-hey.